# 콘노 아유리
콘노 아유리(今野 鮎莉 곤노 아유리[*], 1997년 1월 10일~)은 일본의 배우이다. 《파워레인저 다이노포스》로 데뷔하였다. 2018년 7월 31일자로 연예계 은퇴를 자신의 블로그에서 발표했다.